# Río Lurín
El río Lurín, con un largo de 108,57 kilómetros, es un río ubicado en el departamento de Lima, en el Perú. Se origina en los glaciares y lagunas de los Andes occidentales, y es conocido como el río Chalilla hasta su confluencia con el riachuelo Taquía, a partir de donde recibe su nombre común. Sus principales afluentes son el Taquía, Llacomayqui, Tinajas, Numincancha y Canchahuara en su margen izquierdo y el Chamacna en el derecho. 
Atraviesa las provincias de Huarochirí y Lima en el departamento de Lima, antes de desembocar en el océano Pacífico por el distrito de Lurín. La cuenca del río Lurín cubre un área de 1.670 kilómetros cuadrados.

## Pachacámac
En la mitología Inca, es el señor del cultivo, adorado sobre todo en la región de la costa. Su templo se ubicaba junto al río Lurin, al sur de la ciudad de Lima.